# Najjaśniejsza galaktyka klastra

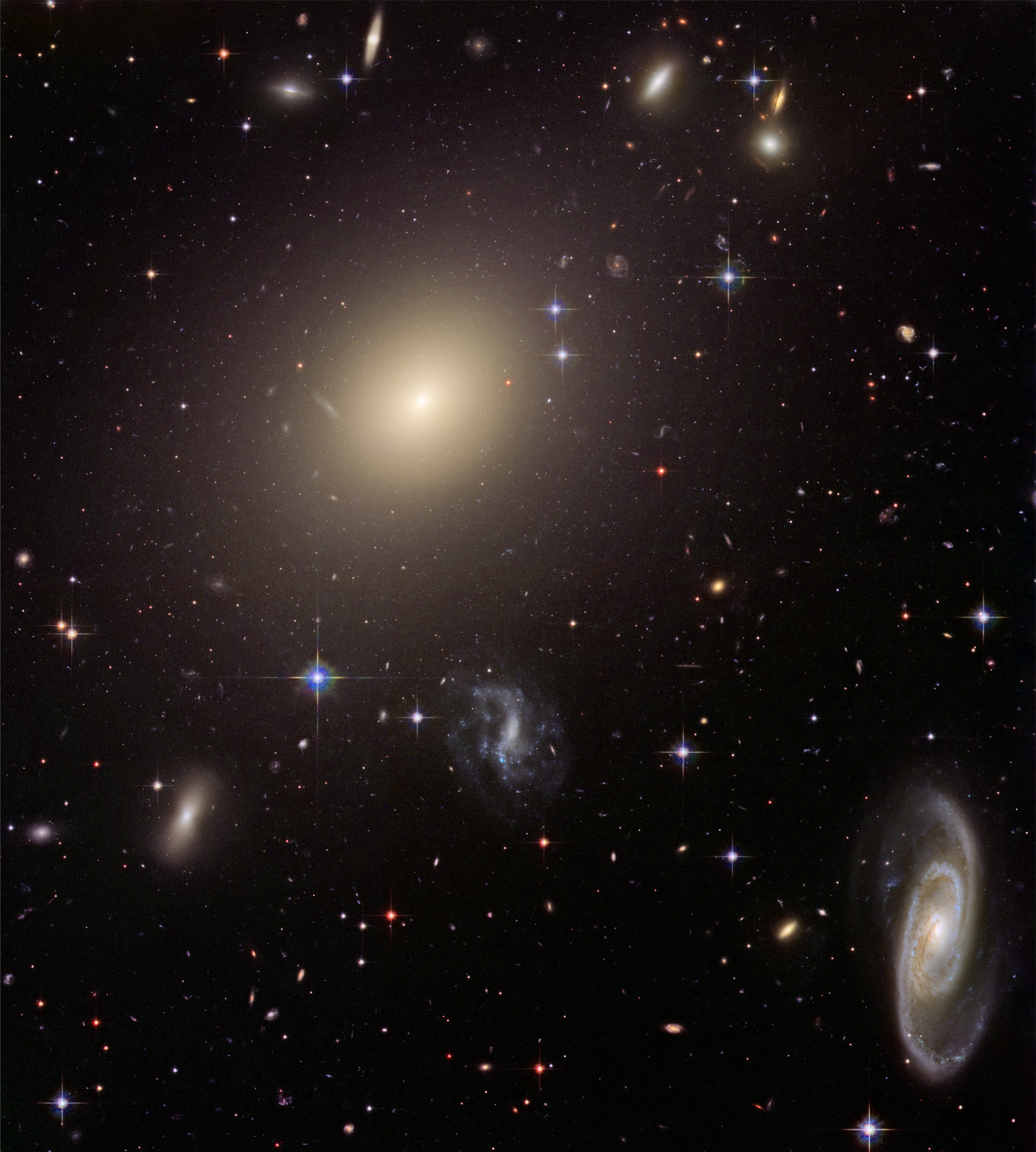
Zdjęcie wykonane przez Teleskop Hubble’a ukazuje gromadę galaktyk Abell S0740, znajdującą się w odległości ponad 450 milionów lat świetlnych w kierunku gwiazdozbioru Centaura. Ogromna galaktyka eliptyczna ESO 325-G004 znajduje się w środku gromady. Ta BCG ma masę 100 mld Słońc.

Najjaśniejsza galaktyka klastra (ang. Brightest Cluster Galaxy – BCG) jest zdefiniowana jako najjaśniejsza galaktyka w danej gromadzie galaktyk. Należą do nich najmasywniejsze galaktyki we Wszechświecie. Przeważnie są to galaktyki eliptyczne, które leżą blisko geometrycznego i kinematycznego centrum swojej gromady – tym samym znajdują się na dnie studni potencjału tejże gromady. Ponadto tego typu obiekty są przeważnie powiązane ze szczytową emisją promieniowania X występującego w gromadzie.
Istnieją trzy prawdopodobne przyczyny formowania się BCG:
- Zimny Przepływ – model stanowi, że we wczesnym Wszechświecie względnie chłodny gaz zapadał się z postaci kosmicznej sieci bezpośrednio w galaktyki, raptownie zasilając proces powstawania gwiazd[2]. Badania nad wzrostem populacji gwiazd w BCG, przeprowadzone w 1989 roku[3], nie potwierdziły jednoznacznie tej hipotezy, a astronomowie nie widzieli dowodów na istnienie zimnych przepływów w tego typu gromadach[4].
- Galaktyczny kanibalizm – mniejsze galaktyki „toną” w środku gromady (ze względu na m.in. tarcie dynamiczne)[5].
- Zderzenie galaktyk – gwałtowne kolizje między kilkoma galaktykami mają miejsce podczas zapadania się gromady[6].

Istnieje możliwość rozróżnienia dwóch modeli: galaktycznego kanibalizmu oraz zderzenia galaktyk, analizując czas formowania się BCG. W modelu kanibalizmu w gromadzie występują liczne, niewielkie galaktyki, podczas gdy w modelu zderzeniowym – ze względu na zapadanie się gromady – spodziewany jest hierarchiczny model kosmologiczny. Wykazano, że rozpad orbity gromady galaktyk nie jest wystarczająco skuteczny, aby wyjaśnić rozrastanie się BCG. Model zderzeniowy obecnie funkcjonuje jako najbardziej prawdopodobna teoria, lecz w wyniku obecnych obserwacji niektóre z przewidywań modelu okazują się być nieprawdziwe. Przykładowo wykazano, że masa gwiezdna BCG była zgromadzona dużo wcześniej, niż sugeruje to model zderzeniowy.
Galaktyki BCG są podzielone na różne klasy: gigantyczne galaktyki eliptyczne (gE), galaktyki typu D oraz typu cD. W typach cD oraz D widoczna jest szeroka, rozproszona powłoka, otaczająca jądro o kształcie zbliżonym do eliptycznego, podobnego do typowych galaktyk eliptycznych. Profil światła tych galaktyk często jest opisywany przez prawo jasności powierzchni Sersica, przez tzw. podwójny profil Sersica lub też przez prawo de Vaucouleursa. Różne parametryzacje profilu światła galaktyk BCG – podobnie jak słaby blask rozproszonej powłoki – są powodem nieścisłości w odnotowanych wartościach rozmiarów tego typu obiektów.